# Dober car, slabi bojarji
»Dober car, slabi bojarji« (rusko Царь хороший, бояре плохие, latinizirano: Car' horošij, bojarje plohije), tudi naivni monarhizem, je ruski politični fenomen, kjer se na pozitivna dejanja oblasti gleda kot na rezultat voditelja Rusije, medtem ko se pa na negativna gleda kot na delo nižjih birokratov, za kar vodja ne ve. Izraz, ki izvira iz Ruskega imperija, se je uporabljal tudi za voditelje Sovjetske zveze in postsovjetske republike Rusije, zlasti med vladavino Vladimirja Putina.

## Razvoj
V Ruskem imperiju se je koncept, ki je kasneje postal znan kot fraza »dober car, slabi bojarji«. Ruske oblasti so gojile podobo prijaznega in skrbnega carja kot del božanske pravice kraljev, ki naj bi legitimirala njihovo oblast. H kultivaciji te podobe je pripomogla velikost imperija, saj je večina prebivalstva bila na podeželju daleč od prestolnice oz. vladarja. Medtem pa so predstavniki oblasti na lokalnem nivoju, bojarji, bili bližje ljudjem in zato bolj otipljivi. Posledično je ljudstvo svoje nezadovoljstvo usmerjalo predvsem na bojarje in ne proti oddaljenemu carju.

## Zgodovina

### Ruski imperij
V času ruskega imperija je koncept dobrega carja in slabih bojarjev podpiralo več ruskih carjev, vključno z Ivanom Groznim in Petrom Velikim. Vladarji so podpirali simbolična dejanja, ki so to idejo dodatno podpirala; npr. javno poniževanje in usmrtitve »slabih« članov (nižjega) plemstva in birokracije.
Ideja dobrega carja je bila na resni preizkušnji med vladavino Nikolaja II., začenši s stampedom, ki se je zgodil med njegovim kronanjem. Imperij je pestila nenehna nestabilnost in prepričanje, da je za vse kriva birokracija, je bilo resno omajano med protesti ob ti. krvavi nedelji  leta 1905, ko je skupina protestnikov korakala proti Zimski palači, da bi carju predložila dokaze o zlorabah birokratov, vendar je nato na njih streljala ruska cesarska garda. Prišlo je do množičnega poboja, ki je sprožil začetek obsežnih nasilnih protestov, katerih cilj je bilo strmoglavljenje vlade. Po krvavi nedelji je podpora carju močno upadla in kasneje pripeljala do komunistične revolucije, ki je strmoglavila monarhijo.

### Sovjetska zveza
Kljub strmoglavljenju monarhije, se je koncept dobrega carja obdržal v Sovjetski zvezi. Josif Stalin se ga je poslužil med veliko čistko. Žrtve čistke in represije so pogosto pisale pisma Stalinu, saj so verjele, da bo popravil napako, ko bo obveščen njihovi zmotni krivdi. Podobo dobrega carja je kasneje kultiviral tudi Leonid Brežnjev, ki si je ćelel, da v spominu ljudi ostane kot dobri vladar.
Sovjetske oblasti so s podobo dobrega carja predstavljale tudi zgodovinske ruske vladarje. Pisatelj Viktor Nekrasov je zvezo »dober car, slabi bojarji« uporabil v analizi filma Ivan Grozni Sergeja Eisensteina iz leta 1944.

### Ruska federacija
Po razpadu Sovjetske zveze se v Rusiji podoba dobrega carja in slabih bojarjev uporablja za ruskega predsednika Vladimirja Putina in predstavlja pomemben del njegove javne podobe. Putin se namenoma prikazoje kot »dobri car«. Pogosto javno ponižuje lokalne uradnike in kot »dokaz svoje sposobnosti« zaobide birokracijo in tako reši lokalne probleme. Nekateri raziskovalci menijo, da večina Rusov verjame več v ta koncept, vseeno pa javno izražajo svoje prepričanje vanj bodisi iz strahu pred represijami režima ali pa kot poskus pritiska na lokalne uradnike.
Leta 2023 je med uporom najemniške skupine Wagner njen poveljnik Jevgenij Prigožin izrazil stališča, ki so bila povezana s konceptom dobrega carja in slabih bojarjev. Prigožin je trdil, da je bil Putin »zmanipuliran« v napad na Ukrajino leta 2022 s strani generalov in oligarhov.

## Zunaj Rusije
Fenomen dobrega carja in slabih bojarjev je bil upažen tudi v drugih nekdanjih republikah Sovjetske zveze. Norveški inštitut za mednarodne zadeve je ta pojav izpostavil v Azerbajdžanu, kjer je predsednik Ilham Alijev zelo priljubljen kljub veliki nepriljubljenosti drugih vladnih institucij. V Ukrajini se ta besedna zveza uporablja v negativni obliki za označevanje prizadevanj politikov, da bi se s prelaganjem krivde na nižje rangirane politike, odrešili lastne krivde.
Poleg Rusije so ta pojav uporabili tudi voditelji v drugih postsovjetskih državah, izraz pa je bil občasno uporabljen kot pejorativna fraza. Študija Norveškega inštituta za mednarodne zadeve iz leta 2015 je pokazala, da koncept obstaja tudi v Azerbajdžanu, kjer je Ilham Alijev kljub nepriljubljenosti drugih vladnih institucij zelo priljubljen.  V Ukrajini je bila besedna zveza uporabljena v negativni obliki za označevanje prizadevanj politikov, da bi se zaščitili pred krivdo za kontroverzna politična dejanja tako, da bi za odgovorne pripisali druge, nižje rangirane politike. Frazo so nekateri kritiki uporabili v zvezi tako s Petrom Porošenkom kot tudi Volodimirjem Zelenskim.
Podoben koncept se je pojavil v Nemčiji med drugo svetovno vojno; Če bi Führer vedel. Ljudje so verjeli, da bodo nesposobni in/ali zlonamerni birokrati Adolfu Hitlerju prikrivajo pomembne informacije. Po njihovem prepričanju, bi Hitler, če bi za to vedel, težave hitro in učinkovito odpravil. Tako kot pri dobrem carju so bili tarče kritik nižji uradniki, birokrati in častniki, Führer pa je bil tarča prošenj naj reši težave.